# Alexandre Petrovitch Izvolski
Alexandre Petrovitch Izvolski (en russe : Александр Петрович Извольский ; 18 mars 1856 à Moscou - 16 août 1919 à Paris) est un diplomate et homme politique russe qui est l'artisan de l'alliance entre la Russie et le Royaume-Uni. Ministre des Affaires étrangères de la Russie impériale de 1906 à 1910, il succède au comte Vladimir Lambsdorff.

## Biographie
Issu d'une famille de noblesse polonaise, Alexandre Izvolski poursuit brillamment ses études au lycée impérial Alexandre et en sort avec mention. Après son mariage, il entre au ministère des Affaires étrangères puis est nommé ambassadeur, d'abord après du roi d'Italie et du pape à  Rome, puis à Belgrade, Munich, Tokyo et Copenhague. En avril 1906, le tsar Nicolas II lui confie le portefeuille de ministre des Affaires étrangères ; il demeure à ce poste jusqu'en novembre 1910, puis est nommé ambassadeur en France.

### Alliance russo-anglaise
Après la défaite de la Russie lors du conflit qui l'opposa au Japon (1904-1905) et la révolution de 1905, Alexandre Izvolski est déterminé à offrir à la Russie dix années de paix. Dans l'intérêt de la Russie, il estime qu'elle doit se désengager de la politique européenne et se concentrer sur les réformes internes. Monarchiste constitutionnel, il entreprend la réforme et la modernisation du ministère des Affaires étrangères.
Dans le domaine de la politique étrangère, Izvolski préconise un rapprochement progressif de la Russie avec ses ennemis traditionnels : le Royaume-Uni et l'empire du Japon. Il doit faire face à une vigoureuse opposition, notamment de l'opinion publique mais également du noyau dur de l'armée, cette dernière exigeant une guerre de revanche contre le Japon et une avancée militaire en Afghanistan. Stolypine et Kokovtsov sont alors ses alliés les plus sûrs au sein du gouvernement. Pendant la guerre russo-japonaise, le roi Édouard VII du Royaume-Uni fait une proposition d'alliance avec la Russie alors qu'Izvolski prend à peine sa fonction de ministre des Affaires étrangères et estime que la Russie affaiblie après sa défaite a besoin d'un allié en plus de la France. Son vœu se concrétise, car une entente anglo-russe est signée le 31 août 1907 à Saint-Pétersbourg.

### Crise bosniaque
Un autre objectif occupe également l'esprit d'Izvolski : celui de réaliser une ouverture dans le Bosphore et les Dardanelles afin de permettre un passage en Méditerranée aux navires de guerre russes et pouvoir utiliser, en cas de conflit, les bâtiments de la flotte de la mer Noire. Il rencontre  donc le ministre des affaires étrangères de l'Empire austro-hongrois, Alois Lexa von Aehrenthal, le 15 septembre 1908, au château de Buchlau en Moravie. La Russie laisse l'Autriche annexer la Bosnie-Herzégovine, et en échange, l'Autriche donne son accord pour une ouverture des détroits.
Izvolski demande une modification du traité de Berlin de 1878, signé entre le 13 juin et le 13 juillet 1878, sans accorder le droit d'ouverture des détroits. Le 6 octobre 1908, l'Autriche annonce l'annexion de la Bosnie-Herzégovine surprenant Izvolski par sa rapidité. Izvolski se sent personnellement trahi et tente d'obtenir un appui auprès de la France et du Royaume-Uni afin d'obtenir l'ouverture des détroits et, sans succès, de réunir une conférence afin de négocier avec l'Autriche. Forcé par la médiation allemande d'accepter l'annexion de la Bosnie-Herzégovine, il est injurié par les Russes pan-slavistes, qui l'accusent de trahison envers les Serbes, qui estiment que la Bosnie-Herzégovine appartient à la Serbie. Plein d'amertume, Izvolski donne sa démission.

## Ambassadeur en France
Il devient ambassadeur à Paris en 1910, après la mort d'Alexandre Nelidov, qui était très aimé des Parisiens. Izvolski consacre toute son énergie à renforcer l'alliance entre la Russie, la France et l'Angleterre et encourage la Russie à se réarmer.
Dans les années qui ont précédé la Première Guerre mondiale, il était souvent considéré comme un provocateur. Ainsi, il fut accusé d'avoir non seulement largement subventionné les journaux nationalistes français mais aussi, sans que rien n'ait été prouvé, d'avoir manipulé Raoul Villain, l'assassin de Jean Jaurès.
Lorsque la Première Guerre mondiale est déclarée, Izvolski aurait dit joyeusement : « C'est ma guerre ».
Par suite d'un accord franco-russe, son fils fait son service dans l'armée française comme secrétaire à l'état-major de la Ve armée.

### L'exil
Après la révolution russe, Izvolski démissionne de ses fonctions d'ambassadeur (1917), mais demeure à Paris, où il est remplacé par Vasily Maklakov. Il préconise l'intervention des forces alliées dans la guerre civile russe et écrit des Mémoires.
Il meurt subitement le 16 août 1919 à Paris.

## Famille
Il épouse la comtesse Margarita Karlovna von Toll (fille de l'ambassadeur russe à Copenhague et petite-fille du général von Toll) qui lui donne un fils, Grigori (1892-1951) qui sera directeur de la banque Riabouchinsky à Paris, et une fille, Hélène Izvolsky (1896-1975), amie de Julien Green, traductrice et femme de lettres qui termine sa vie dans un monastère catholique près de New York.
Son frère — Piotr Petrovitch Izvolski (1863—1928) — est haut procureur (Oberprokuror) du Saint-Synode, puis émigre en France où il entre dans les ordres.

## Source
- (en) Cet article est partiellement ou en totalité issu de l’article de Wikipédia en anglais intitulé « Alexander Izvolsky » (voir la liste des auteurs).